# Blankenhagen
Blankenhagen es un municipio situado en el distrito de Rostock, en el estado federado de Mecklemburgo-Pomerania Occidental (Alemania), a una altitud de 37 metros. Su población a finales de 2016 era de 1000 habs. y su densidad poblacional, 40 hab/km².
Se encuentra a poca distancia de la costa del mar Baltico.